# Unspoken
Unspoken es el octavo álbum de estudio de la cantante cristiana Jaci Velasquez, fue lanzado a finales de marzo del 2003. Contiene 12 temas que se caracterizan por tener un ritmo distinto a producciones anteriores. En particular hay una característica que sobresale de este disco, y es que, es el primer disco de Jaci Velasquez que no contiene ninguna canción que sea total o parcialmente en idioma español.

## Lista de canciones
1. You're My God
2. Jesus Is
3. Lost Without You
4. Where I Belong
5. The real Me
6. He
7. Glass House
8. Your Friend
9. Something
10. Unspoken
11. I'm Alive
12. Shine

## Sencillos
1. Unspoken
2. Jesus Is
3. Where I Belong
4. You're My God